# جاك هولواي
جاك هولواي (بالإنجليزية: John Thorpe Holloway)‏ هو متسلق جبال وأحيائي نيوزيلندي، ولد في 15 نوفمبر 1914 في أكسفورد في المملكة المتحدة، وتوفي في 10 يونيو 1977.